# جون فاولر
جون فاولر (بالإنجليزية: John Fuller)‏ هو سياسي أسترالي، ولد في 22 سبتمبر 1917 في أستراليا، وتوفي في 31 يناير 2009 في سيدني في أستراليا بسبب سرطان. حزبياً، نشط في New South Wales National Party ‏. وقد انتخب عضو المجلس التشريعي نيو ساوث ويلز.